# Mensaje de emergencia nacional

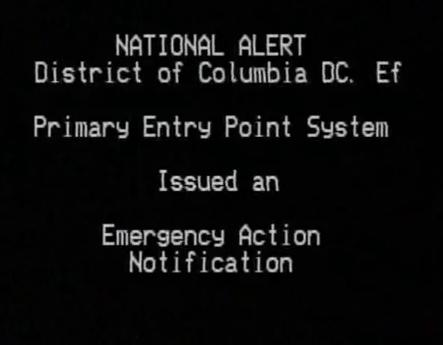
Pantalla vista en sistemas de televisión por cable anunciando una prueba nacional del Sistema de Alerta de Emergencia utilizando el protocolo de Notificación de Acción de Emergencia, 9 de noviembre de 2011.

Una prueba de notificación de acciones de emergencia en un teléfono inteligente Android; 3 de octubre de 2018.

Un Mensaje de Emergencia Nacional (National Emergency Message en Inglés) (código SAME : EAN), anteriormente conocido hasta 2022 como Notificación de Acción de Emergencia, es la activación nacional del Sistema de Alerta de Emergencia (Emergency Alert System en Inglés) (EAS) utilizado para alertar a los residentes de los Estados Unidos de una emergencia nacional o global como una guerra nuclear o cualquier otra situación con víctimas masivas . Esta alerta sólo puede ser activada por el presidente de Estados Unidos o un representante designado del mismo, como por ejemplo el vicepresidente. El Sistema de Transmisión de Emergencia (Emergency Brodcast System en Inglés) (EBS) también transmitió la Notificación de Acción de Emergencia. Ningún presidente ha activado nunca la alerta aparte de la prueba nacional EAS de 2011.

## Operación
Los mensajes EAN se tratan de manera diferente a otros mensajes EAS. Cuando se recibe un mensaje, el receptor debe abrir un canal de audio a la fuente de origen hasta que se reciban los tonos de fin de mensaje (EOM). Después de recibir la MOE, las estaciones volverán a la programación normal para transmitir la cobertura noticiosa inmediata del evento. Anteriormente, las estaciones no reanudaban la transmisión hasta que se emitiera una Terminación de Acción de Emergencia (MISMO código: EAT).